# Kátya Chamma
Kátya Pujals Chamma (Brasília, 19 de agosto de 1961) é uma compositora, cantora, poeta, cronista e produtora cultural brasileira.
Da primeira geração de artistas de Brasília, atuou nos principais teatros, shows e eventos da capital e outros estados. Venceu vários  festivais de música, entre eles o 1° Festival Aberto de MPB de Brasília. Apresentou-se em programas de rádio e TV e participou de jingles veiculados na mídia.
Na década de 1990 produziu, idealizou e apresentou o programa diário de televisão Capital Destaque, talk-show com enfoque especial para a área cultural.
No ano 2000, fez participação especial em show de Roberto Menescal e Wanda Sá, em Brasília. Em 2003 lançou o CD Katya Chamma, com a participação especial de Roberto Menescal. Em 2005, publicou o livro Dança de espelhos, que reúne poemas, crônicas, ensaios e haicais. Em 2006, o Dicionário Houaiss Ilustrado da Música Popular Brasileira inclui seu nome.
Em 2010, leva aos palcos brasilienses a primeira edição do seu  "Projeto GALLera Rock", projeto cultural que visa difundir a arte e o cenário musical independentes, promovendo apresentações de bandas e jovens artistas, através de shows, festivais e mostras populares. O Projeto, idealizado e produzido por Kátya Chamma, desenvolve um circuito alternativo para a divulgação de uma nova geração de talentos, ação repetida nos anos seguintes, com a 2ª (2011), 3ª (2012) e 4ª (2013) edição do Projeto "GALLera Rock".
Em 2011, participa do CD Coletânea "News From Brazil" e toma posse na Academia de Letras de Taguatinga - DF. Em 2013, por ocasião das festividades de aniversário do Clube Caiubi de Compositores, a artista recebe a Medalha de Honra ao Mérito da confraria.
Em 2013, participa da coletânea literária "Letristas em Cena", organizada pelo Clube Caiubi de Compositores e dos dois volumes do CD Coletânea "A Nova MPB", lançado pelo Clube Caiubi de Compositores. Ainda em 2013, ingressa na Academia de Letras do Brasil e recebe a Comenda "Título Paul Harris", de Rotary International.
Em 2014, o Projeto "GALLera Rock" comemora sua 5ª edição, consolidando-se como um projeto cultural tradicional e ativo no cenário da música independente.
O livro autoral "No Tempo das Romãs" tem lançamento previsto para o 1º semestre de 2015, segundo informações no site oficial da artista.

## Discografia
- 2003 - Katya Chamma (Album).
- 2011 - News From Brazil -  selo musical Sonarts - Collection.
- 2013 - A Nova MPB, vol.1 -  Clube Caiubi - Coletânea.
- 2013 - A Nova MPB, vol.2 -  Clube Caiubi - Coletânea.

## Literatura
- Chamma, Katya. Dança de Espelhos - Zarabatana e outros poemas. Brasília: Independente (2005)
- Vários Autores. Letristas Em Cena - Coletânea. Clube Caiubi de Compositores. Piracicaba: Editora Sotaques (2013)

## Outras fontes
- Amaral, Euclides (2010). Alguns Aspectos Da MPB. Rio de Janeiro: Esteio Editora. Biblioteca Nacional/Registro: 433.708
- ALBIN, Ricardo Cravo (2006). Dicionário Houaiss Ilustrado Música Popular Brasileira. Rio de Janeiro: Instituto Antônio Houaiss, Instituto Cultural Cravo Albin e Editora Paracatu